# Saarisensaari (ö i Norra Savolax, Varkaus)
Saarisensaari är en ö i Finland. Den ligger i sjön Saarinen och i kommunen Leppävirta i den ekonomiska regionen  Varkaus ekonomiska region  och landskapet Norra Savolax, i den centrala delen av landet, 300 km nordost om huvudstaden Helsingfors. Öns area är 3,6 hektar och dess största längd är 310 meter i nord-sydlig riktning.